# Helmer Hermandsen
Helmer Hermandsen (* 1. Februar 1871 in Løten; † 19. März 1958 in Brumunddal) war ein norwegischer Sportschütze.

## Erfolge
Helmer Hermandsen nahm an den Olympischen Spielen 1900 in Paris in fünf Disziplinen teil. Im Mannschaftswettbewerb des Dreistellungskampfes mit dem Armeegewehr wurde er an der Seite von Ole Østmo, Tom Seeberg, Ole Sæther und Olaf Frydenlund Zweiter und erhielt somit die Silbermedaille. Mit 4290 Punkten blieb man über 100 Punkte hinter den Gewinnern aus der Schweiz und zwölf Punkte vor den drittplatzierten Franzosen. Die International Shooting Sport Federation wertet den Schießwettbewerb bei den Spielen im Jahr 1900 parallel auch als Weltmeisterschaft. In zwei der übrigen vier Disziplinen mit dem Armeegewehr – allesamt Einzelwettkämpfe – platzierte er sich außerhalb der besten Zehn. Lediglich im liegenden Anschlag erreichte er den zehnten Platz bzw. im stehenden Anschlag Rang neun.